# Itō Sachio
Itō Sachio foi um japonês poeta waka e romancista ativo durante o período Meiji do Japão. Seu nome real é Kojiro.

## Cerimônia do Chá
Sachio obteve maestria na Cerimônia do Chá japonês, e Shiki o chamou de "Doutor do chá". Ele queria um salão de chá separada, e construiu uma "Yuishinkaku" em sua própria casa com a ajuda de seu amigo. Agora, o salão foi transferido para sua casa natal.